# Cucullia
A Cucullia a rovarok (Insecta) osztályának lepkék (Lepidoptera) rendjébe, ezen belül a bagolylepkefélék (Noctuidae) családjához tartozó nem.

## Rendszerezés
A nembe az alábbi fajok tartoznak:
- Cucullia absinthii
- Cucullia achilleae
- Cucullia aksuana
- Cucullia albida
- Cucullia albipennis
- Cucullia alfarata
- Cucullia amota
- Cucullia anthocharis
- Cucullia antipoda
- Cucullia apo
- ezüstfoltos csuklyásbagoly (Cucullia argentea)
- Cucullia argentina
- Cucullia argentivitta
- Cucullia artemisiae
- Cucullia asteris
- Cucullia asteroides
- Cucullia astigma
- Cucullia balsamitae
- Cucullia basipuncta
- Cucullia behouneki
- Cucullia bensi
- Cucullia biornata
- Cucullia biradiata
- Cucullia biskrana
- Cucullia boryphora
- Cucullia bubaceki
- Cucullia calendulae
- harangvirág-csuklyásbagoly (Cucullia campanulae)
- Cucullia capazi
- Cucullia cemenelensis
- Cucullia chamomillae
- Cucullia charon
- Cucullia chrysota
- Cucullia cineracea
- Cucullia citella
- Cucullia comstocki
- Cucullia convexipennis
- Cucullia cucullioides
- Cucullia dammersi
- Cucullia dimorpha
- Cucullia dorsalis
- tárkonyüröm-csuklyásbagoly (Cucullia dracunculi)
- Cucullia draudti
- Cucullia duplicata
- Cucullia eccissica
- Cucullia elongata
- Cucullia embolina
- Cucullia eucaena
- Cucullia eulepis
- Cucullia eumorpha
- Cucullia eurekae
- Cucullia florea
- díszes csuklyásbagoly (Cucullia formosa)
- Cucullia fraterna
- Cucullia fraudatrix
- Cucullia fuchsiana
- Cucullia galleti
- Cucullia generosa
- gyopár-csuklyásbagoly (Cucullia gnaphalii)
- Cucullia graeseri
- Cucullia gricescens
- Cucullia hannemanni
- Cucullia hartigi
- Cucullia heinickei
- Cucullia heinrichi
- Cucullia hemidiaphana
- Cucullia hostilis
- Cucullia humilis
- Cucullia hutchinsoni
- Cucullia implicata
- Cucullia improba
- Cucullia incresa
- Cucullia inderiensis
- Cucullia infernalis
- Cucullia intermedia
- Cucullia jakesi
- Cucullia jankowskii
- Cucullia khorassana
- Cucullia kurilullia
- Cucullia lactea
- Cucullia lactucae
- Cucullia laetifica
- Cucullia ledereri
- Cucullia lethe
- Cucullia lilacina
- Cucullia lindei
- hamvas csuklyásbagoly (Cucullia lucifuga)
- Cucullia luna
- Cucullia macara
- Cucullia maculosa
- Cucullia magnifica
- Cucullia mandschruriae
- Cucullia maracandica
- Cucullia marci
- Cucullia marmorea
- Cucullia mcdunnoughi
- Cucullia melanoglossa
- Cucullia melli
- vértesi csuklyásbagoly (Cucullia mixta)
- Cucullia montanae
- Cucullia naruenensis
- Cucullia nigrifascia
- Cucullia nokra
- Cucullia omissa
- Cucullia opacographa
- Cucullia oribac
- Cucullia palidistria
- Cucullia papoka
- Cucullia perforata
- Cucullia petrophila
- Cucullia phocylides
- Cucullia pittawayi
- Cucullia platinea
- Cucullia postera
- Cucullia praecana
- Cucullia propinqua
- Cucullia pseudumbratica
- Cucullia pulla
- Cucullia pullata
- Cucullia pyrostrota
- Cucullia retecta
- Cucullia retectina
- Cucullia ruficeps
- Cucullia sabulosa
- Cucullia santolinae
- Cucullia santonici
- görvélyfű csuklyásbagoly (Cucullia scrophulariae)
- Cucullia scopariae
- Cucullia scoparioides
- Cucullia serraticornis
- Cucullia similaris
- Cucullia spectabilisoides
- Cucullia speyeri
- Cucullia splendida
- Cucullia strigata
- Cucullia styx
- Cucullia subgrisea
- Cucullia sublutea
- Cucullia syrtana
- Cucullia tanaceti
- Cucullia tecca
- Cucullia tescorum
- Cucullia tiefi
- Cucullia tosca
- Cucullia tristis
- Cucullia turkestana
- Cucullia umbistriga
- közönséges csuklyásbagoly (Cucullia umbratica)
- Cucullia verbasci
- Cucullia vicina
- Cucullia virgaureae
- vasvirág-csuklyásbagoly (Cucullia xeranthemi)
- Cucullia xerophila